# Сиссон (кантон)
Сиссо́н (фр. Sissonne) — упраздненный кантон во Франции, регион Пикардия. Департамент кантона — Эна. Входил в состав округа Лан. Население кантона на 2011 год составляло 10 596 человек.
Код INSEE кантона — 0230. Всего в кантон Сиссон входило 20 коммун, из них главной коммуной являлась Сиссон.

## Коммуны кантона
В состав кантона входили коммуны (население по данным Национального института статистики за 2011 г.):
- Бонкур — население 254 чел.
- Бюси-ле-Пьерпон — население 419 чел.
- Гудланкур-ле-Пьерпон — население 152 чел.
- Жизи — население 681 чел.
- Куртризи-э-Фюссиньи — население 64 чел.
- Куси-лез-Эп — население 587 чел.
- Ла-Сельв — население 203 чел.
- Лапьон — население 298 чел.
- Льес-Нотр-Дам — население 1 304 чел.
- Марше — население 376 чел.
- Машкур — население 116 чел.
- Мисси-ле-Пьерпон — население 112 чел.
- Монтегю — население 749 чел.
- Мореньи-ан-Эй — население 448 чел.
- Низи-ле-Конт — население 256 чел.
- Сент-Прёв — население 84 чел.
- Сент-Эрм-Утр-э-Рамекур — население 1 844 чел.
- Сиссон — население 2 069 чел.
- Шивр-ан-Ланнуа — население 370 чел.
- Эбуло — население 210 чел.

## Экономика
Структура занятости населения :
- сельское хозяйство — 7,5 %
- промышленность — 9,8 %
- строительство — 8,9 %
- торговля, транспорт и сфера услуг — 24,3 %
- государственные и муниципальные службы — 49,5 %

## Политика
На президентских выборах 2012 г. жители кантона отдали в 1-м туре Марин Ле Пен 27,8 % голосов против 26,8 % у Франсуа Олланда и 23,7 % у Николя Саркози, во 2-м туре в кантоне победил Олланд, получивший 53,3 % (2007 г. 1 тур: Саркози — 27,5 %, Сеголен Руаяль — 21,5 %; 2 тур: Саркози — 51,8 %). На выборах в Национальное собрание в 2012 г. по 1-му избирательному округу департамента Эна они поддержали альтернативного левого кандидата, действующего депутата Рене Дозьера, получившего 27,1 % голосов в 1-м туре и 40,2 % голосов — во 2-м туре (из трех кандидатов).
|  | Кандидат       | Партия                  | % голосов |
|  | -------------- | ----------------------- | --------- |
|  | Пьер-Мари Лебе | Социалистическая партия | 62,03     |
|  | Ален Лорен     | Прочие правые           | 37,97     |

|  | Кандидат       | Партия                  | % голосов |
|  | -------------- | ----------------------- | --------- |
|  | Пьер-Мари Лебе | Социалистическая партия | 67,65     |
|  | Клод Филиппо   | Прочие левые            | 32,35     |